# Condé-sur-Risle
Condé-sur-Risle è un comune francese di 551 abitanti situato nel dipartimento dell'Eure nella regione della Normandia.

## Società

### Evoluzione demografica
Abitanti censiti